# Welser

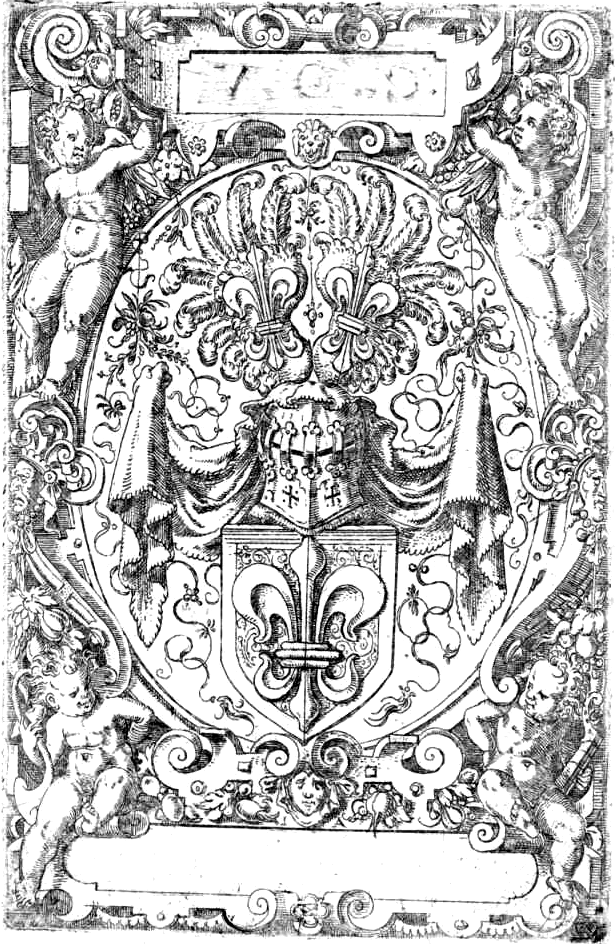
Xilografia del XVI secolo con lo stemma della famiglia

La famiglia Welser fu una celebre famiglia di banchieri e mercanti tedeschi, originaria di Augusta, in Germania. Costituirono la maggiore potenza finanziaria in Germania al tempo di Carlo V, insieme ai Fugger. Finanziarono l’elezione imperiale di Carlo V (1519), ottenendo in cambio privilegi nel commercio con il nuovo mondo.

## Storia della famiglia
I Welser formarono la prima società commerciale per iniziativa dei fratelli Bartholomäus, Ulrich, Jakob e Lucas. Dal 1498 il figlio di quest'ultimo, Anton, si organizzò per la distribuzione dei prodotti delle Indie, il commercio dell'argento e per operazioni di cambio valuta.
Nel 1519, i Welser parteciparono, insieme a Jacob Fugger, ad un importante finanziamento per l'elezione dell'imperatore Carlo V, che avverrà lo stesso anno a discapito del rivale Francesco I. Grazie a questo finanziamento, Bartholomäus ricevette dallo stesso imperatore concessioni che permisero alla società una colossale impresa di sfruttamento e commercio con le Americhe, particolarmente in Venezuela (vedi Piccola Venezia).
Nel Cinquecento la bellissima Philippine Welser sposò l'arciduca Ferdinando II d'Austria dando vita a un ramo della dinastia asburgica che dovette accontentarsi del margraviato di Burgau poiché il matrimonio fu considerato morganatico perché i Welser erano di rango nobiliare molto inferiore a quello del marito di Philippine.
Nel XVI secolo poi, il generale declino delle grandi case commerciali della Germania, dovuto alle guerre di religione, l'affermarsi della piazza commerciale di Amsterdam e il peso dell'insolvenza della corona spagnola (che ha inizio con il decreto di Valladolid del 1557), colpì anche i Welser e, nel 1614, la società fece bancarotta. 
La famiglia comunque rimase una ricca e potente famiglia divisa in tre rami, uno ad Augusta (estinto a fine Settecento), uno a Norimberga (estinto nell'Ottocento) e uno ad Ulma, l'unico tutt'oggi esistente. La fondazione della famiglia (Welsersche Familienstiftung) possiede ancora i castelli e gli altri possedimenti principali della famiglia.